# بیسب (داکوتای شمالی)
بیسب(به انگلیسی: Bisbee) شهری در ایالت داکوتای شمالی کشور ایالات متحده آمریکا است که جمعیت آن در سرشماری سال ۲۰۱۰ میلادی، ۱۲۶ نفر بوده‌است.